# اشلند هایتس (داکوتای جنوبی)
اشلند هایتس(به انگلیسی: Ashland Heights) شهری در ایالت داکوتای جنوبی کشور ایالات متحده آمریکا است که جمعیت آن در سرشماری سال ۲۰۱۰ میلادی، ۷۵۴ نفر بوده‌است.